# Olan
Der Olan ist ein 3564 m hoher Berg der Französischen Alpen und liegt im Massif des Écrins inmitten des Nationalparks Écrins. Er ist unter Bergsteigern vor allem durch seine anspruchsvollen Kletterrouten durch die 1050 Meter hohe Nordwestwand bekannt.

## Lage
Der Olan hat je nach Zählart zwei oder drei Gipfel. Der Nordgipfel erreicht eine Höhe von 3564 m, während der Mittelgipfel 3558 m hoch ist. In manchen Führern wird die Südschulter mit 3514 m auch noch als Gipfel gewertet. Der Berg liegt auf drei Gemeindegebieten im Massif des Écrins und wird durch drei Täler begrenzt. Im Westen liegt das Tal der Bonne in der Gemeinde Valjouffrey und im Norden fließt der Vénéon durch Saint-Christophe-en-Oisans. Beide Gemeinden liegen im Département Isère. Im Süden des Olan liegt das Tal der Séveraisse im Gemeindegebiet von La Chapelle-en-Valgaudémar im Département Hautes-Alpes.

## Geologie
Der Olan steht auf einem geneigten Granitsockel der in der Nordwestwand einen Winkel von etwa 45° aufweist. Auf diesem Sockel erhebt sich der eigentliche Berg, der aus einer Abfolge verschiedener Gneise besteht. Vom Gipfel des Olan abwärts ergibt sich grob die Abfolge Amphibolit-Augengneis, Amphibolitgneis, eine Granitlamelle, die den gesamten Berg durchzieht, Granitgneis und schließlich Granit. Im westlichen Wandbereich befindet sich noch eine Schicht Migmatitgneis.

## Alpinismus

### Erstbesteigungen
Die erste Besteigung des Olan gelang am 8. Juli 1875 dem Briten Richard Pendlebury, der von zwei Südtiroler Brüdern aus dem Schnalstal, Gabriel und Josef Spechtenhauser, zum Mittelgipfel geführt wurde. Arthur Cust war auch Teil der Seilschaft, musste aber unterhalb des Gipfels aufgeben. Die erste Besteigung des Olan-Nordgipfels gelang am 29. Juli 1877 William Auguste Coolidge mit dem Schweizer Bergführer Christian Almer und dessen Sohn Ulrich Almer. Sie erreichten den Nordgipfel über den Verbindungsgrat vom Mittelgipfel aus. Der Südgipfel wurde erstmals am 26. Juni 1877 von drei Bergführern aus dem Valgodemar bestiegen: Philomen Vincent, Louis Armand und Pierre Galland.
Arthur Cust erreichte am 8. August 1880 mit Pierre Gaspard und Christophe Roderon den Nordgipfel über eine neue Route. Seine dabei durchgeführte Höhenmessung zeigte, dass der Nordgipfel der höchste Gipfel des Olan ist. Er wird seitdem als Hauptgipfel angesehen.

### Kletterrouten

#### Aus dem Valjouffrey (Nordwestwand)

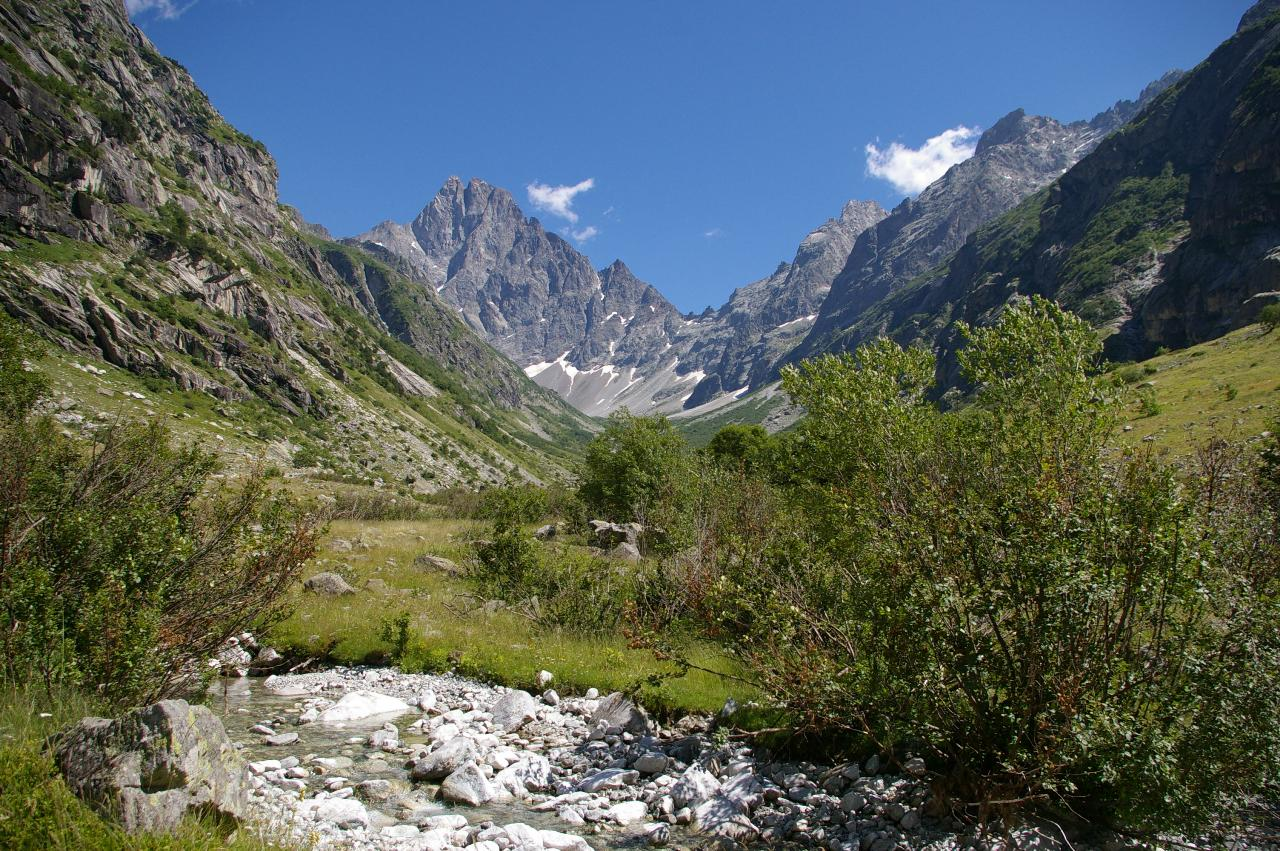
Der Olan mit seiner NW-Wand am Ende des Tals von Valjouffrey

Am Ende des Tales von Valjouffrey erhebt sich die 1050 m hohe Nordwestwand des Olan. Die Wand liegt am Nachmittag in der Sonne, so dass von Juli bis Oktober meist gute Verhältnisse für eine Durchsteigung herrschen. Die Bänder im oberen Wandbereich können jedoch vereist sein, was vom Tal aus nicht sichtbar ist. Klettertechnisch ist die Wand wegen der geologischen Verhältnisse in zwei Abschnitte geteilt. In den unteren 500–600 m ist die Kletterei unangenehm und in weiten Abschnitten brüchig. Die darüberliegenden 500 m bilden jedoch ein erstklassiges Ziel, das regelmäßig Kletterer in diese Wand zieht.

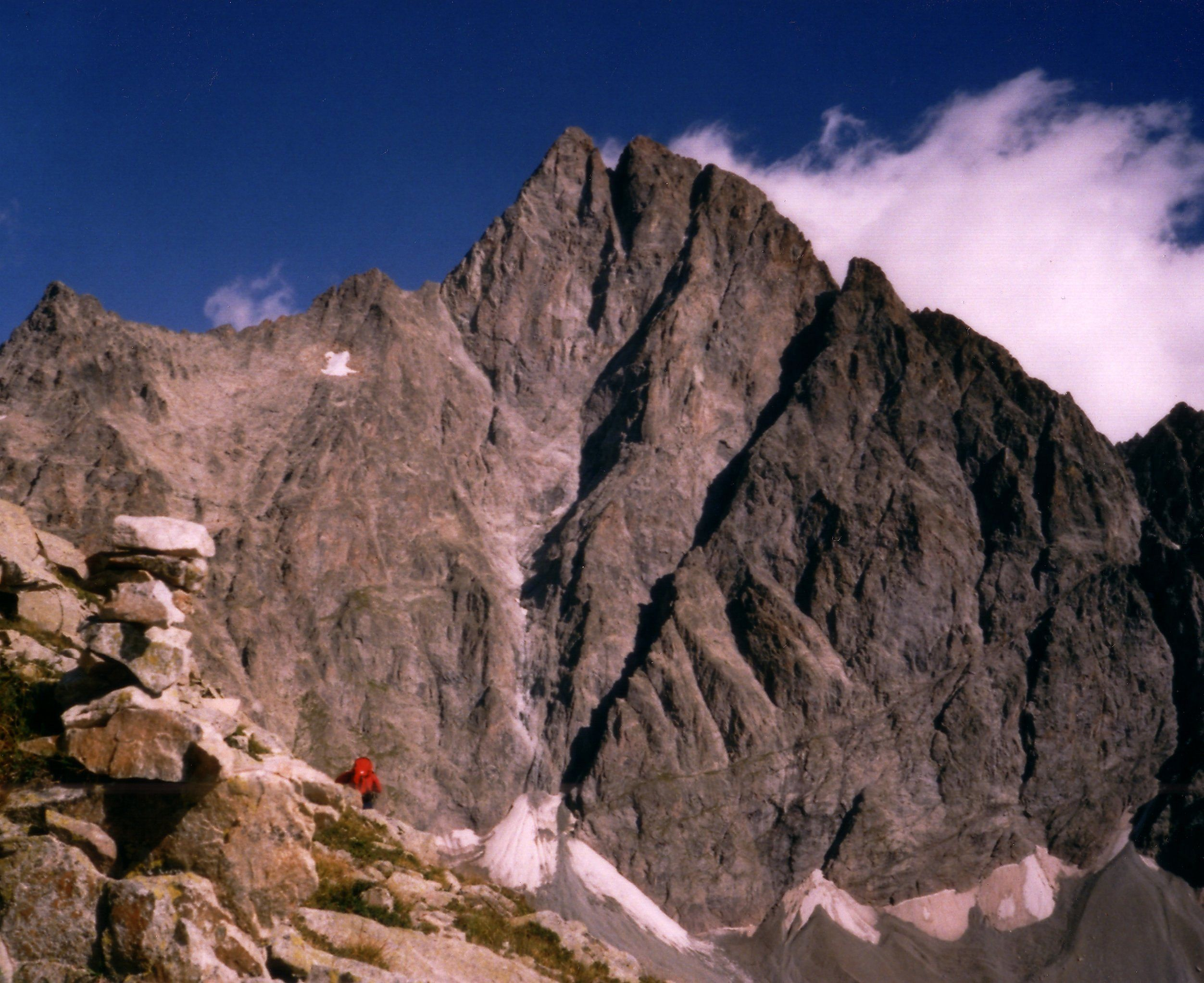
Olan Nordwestwand

Der Olan wird auch Dru der Dauphiné genannt. Ihn nicht in Walter Pauses „Bibel“ Im Extremen Fels aufzunehmen nannte Lucien Devies „mehr als eine Verbrechen, es sei ein Kardinalfehler“. Darum wurde er auch mit gleich zwei legendären Routen der Nordwestwand in die „Bibel“ aufgenommen.
- Die erste Route durch die NW-Wand wurde am 23. und 24. September 1934 von Lucien Devies und Giusto Gervasutti begangen. Die heute kurz „die Gervasutti“ genannte Route verläuft über den Pfeiler rechts des großen zentralen Couloirs und links des Ost-Couloirs zum Südgipfel des Olan. Obwohl die Route nur eine Stelle im VI-ten UIAA Schwierigkeitsgrad aufweist, ist sie wegen ihrer Länge und der Felsbeschaffenheit auch heute noch ein großes alpines Unternehmen, das nicht unterschätzt werden sollte.[7][8]
- Die „Direkte NW-Wand“ wurde 1956 von Jean Couzy und René Desmaison erstbegangen, wozu sie drei Tage und zwei Biwaks brauchten.[7] Die Route gilt für Spitzenalpinisten als ein „Must Do“ in der Dauphiné. Sie verläuft immer links des großen Couloirs.[8] Im oberen Wandteil zieht sie direkt durch die 500 m hohe, senkrechte Gipfelwand zum Nordgipfel des Olan. Sie galt lange Zeit als die schwierigste Route im Gebiet Oisans und wird um die zwanzig mal pro Jahr begangen.[7] Die Kletterei wird von Cambon als „chamonixartig“ beschrieben, das heißt die Route verläuft meist kraftraubend durch steile Risse und Verschneidungen. Die früher technisch gekletterten Seillängen (technische Schwierigkeit A3) werden heute bei freier Begehung mit 6c–7a bewertet.[8]

Noch einen Kommentar zur „Direkten“ aus dem Jahr 2018, der die Anpreisungen in manchen Führern wohl realistischer wiedergibt: „tatsächlich war ich noch in keiner Pausetour anhaltend psychisch so gefordert - ist immer auch formabhänig, klar - aber ganz objektiv: oft brüchig wie die Laliderer, anhaltend steil wie die Zinne, lang wie der Walker, Funklöcher wie auf der A95... (also genau eines, ein großes! :-) ...wenn nicht hier bissl nervös werden, wo dann?“ Man sei gewarnt.

#### Aus dem Valgaudemar (Süd- und Ostwände)
Dieses, fast mediterran anmutende Tal wurde von Kletterern lange Zeit gemieden. Die Kletterrouten entsprachen nicht dem Zeitgeist; langer Zustieg für relativ kurz, schlecht abgesicherte Routen. Dies hat sich ab den 1990er Jahren geändert, als von der Refuge de l’Olan aus mehrere um die 300 m bis 400 m lange Routen sowohl zum Südgipfel des Olan als auch in den Ostwänden der Olan-Vorgipfel erschlossen wurden.

## Touristische Erschließung des Gebietes
Der Olan ist bergsteigerisch primär durch zwei Hütten der Fédération française des clubs alpins et de montagne (FFCAM) erschlossen,
- im Süden des Olan durch die Refuge de l'Olan und
- im Norden des Olan durch die Refuge de Font Turbat.

Der Normalweg auf den Olan geht von der Refuge de Font Turbat über die Scharte Brèche de l'Olan auf den Nordgipfel des Berges. In der Umgebung des Olan verbinden mehrere Hochgebirgswanderwege die Schutzhütten Refuge de l’Olan, Refuge des Souffles, Refuge de la Lavey und Refuge de Font Turbat sowie die kleine Refuge Bivouac de Chalance.